# Liudmila Braghina
Liudmila Braghina (n. 24 iulie 1943, Beryozovsky⁠(d), RSFS Rusă, URSS) este o atletă sovietică, medaliată olimpică. A participat la două ediții ale Jocurilor Olimpice (1972, 1976) în care a câștigat o medalie de aur în proba de 1500 m.

## Palmares
| An   | Competiție                   | Locație                      | Loc | Eveniment | Note    |
| ---- | ---------------------------- | ---------------------------- | --- | --------- | ------- |
| 1969 | Campionatul European         | Atena, Grecia                | 4   | 1500 m    | 4:13,2  |
| 1970 | Campionatul European în sală | Viena, Austria               | 2   | 800 m     | 2:07,5  |
| 1971 | Campionatul European în sală | Sofia, Bulgaria              | 2   | 1500 m    | 4:17,8  |
| 1971 | Campionatul European         | Helsinki, Finlanda           | 6   | 1500 m    | 4:13,93 |
| 1972 | Campionatul European în sală | Grenoble, Franța             | 2   | 1500 m    | 4:18,35 |
| 1972 | Jocurile Olimpice            | München, Germania de Vest    | 1   | 1500 m    | 4:01,38 |
| 1974 | Campionatul European în sală | Göteborg, Suedia             | 6   | 1500 m    | 4:20,80 |
| 1974 | Campionatul European         | Roma, Italia                 | 19  | 1500 m    | 4:17,8  |
| 1974 | Campionatul European         | Roma, Italia                 | 2   | 3000 m    | 8:56,09 |
| 1976 | Campionatul European în sală | München, Germania de Vest    | 7   | 1500 m    | 4:23,9  |
| 1976 | Jocurile Olimpice            | Montreal, Canada             | 5   | 1500 m    | 4:07,20 |
| 1977 | Campionatul Mondial de Cros  | Düsseldorf, Germania de Vest | 2   | 5,1 km    | 17:28   |
| 1977 | Cupa Mondială                | Düsseldorf, Germania de Vest | 2   | 3000 m    | 8:46,3  |